# Garfield Heights
Garfield Heights é uma cidade localizada no estado norte-americano do Ohio, no Condado de Cuyahoga.

## Demografia
Segundo o censo norte-americano de 2000, a sua população era de 30.734 habitantes.
Em 2006, foi estimada uma população de 28.518, um decréscimo de 2216 (-7.2%).

## Geografia
De acordo com o United States Census Bureau tem uma área de 18,9 km², dos quais 18,7 km² cobertos por terra e 0,2 km² cobertos por água.

## Localidades na vizinhança
O diagrama seguinte representa as localidades num raio de 8 km ao redor de Garfield Heights.